# Hyperoglyphe japonica
Hyperoglyphe japonica is een straalvinnige vissensoort uit de familie van Centrolophidae. De wetenschappelijke naam van de soort is voor het eerst geldig gepubliceerd in 1884 door Döderlein.